# Карпенето (Верчели)
Карпенето је насеље у Италији у округу Верчели, региону Пијемонт.
Према процени из 2011. у насељу је живело 15 становника. Насеље се налази на надморској висини од 173 м.